# Макмикин, Томас
Томас Дуглас Макмикин (англ. Thomas Douglas McMeekin; 1866, Качар, Ассам — 1952, Чичестер, Суссекс) — британский яхтсмен, чемпион летних Олимпийских игр 1908.
На Играх 1908 в Лондоне Макмикин соревновался в классе 6 м. Его команда стала первой, выиграв две из трёх гонок.